# Савинов, Леонид Николаевич
Леонид Николаевич Савинов (6 марта 1928, Москва — Донецк) — советский игрок в хоккей с шайбой, футболист, нападающий, Мастер спорта СССР.
Воспитанник футбольной школы «Динамо» Москва. В 1948—1949 годах играл в хоккей и футбол за «Дзержинец» Нижний Тагил.
Выступал за футбольные команды «Шахтёр» Сталино (1950—1954), «Динамо» Киев (1954), «Металлург» Днепропетровск (1955—1957).
В чемпионате СССР в 1950—1952, 1954 годах сыграл 70 матчей, забил 16 голов. В 1951 году — бронзовый призёр чемпионата и полуфиналист Кубка СССР.
Тренер клуба «Азовсталь» Жданов в 1963 году.